# 포키

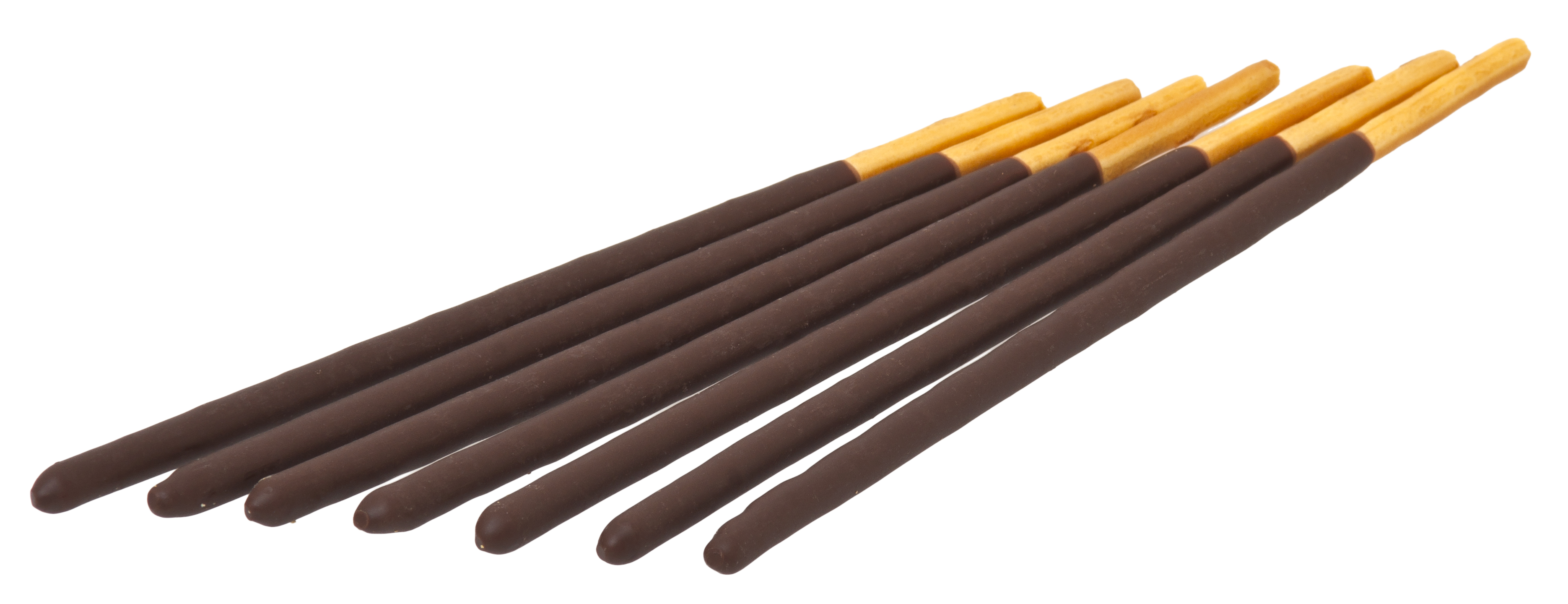
오리지널 타입 포키 스틱

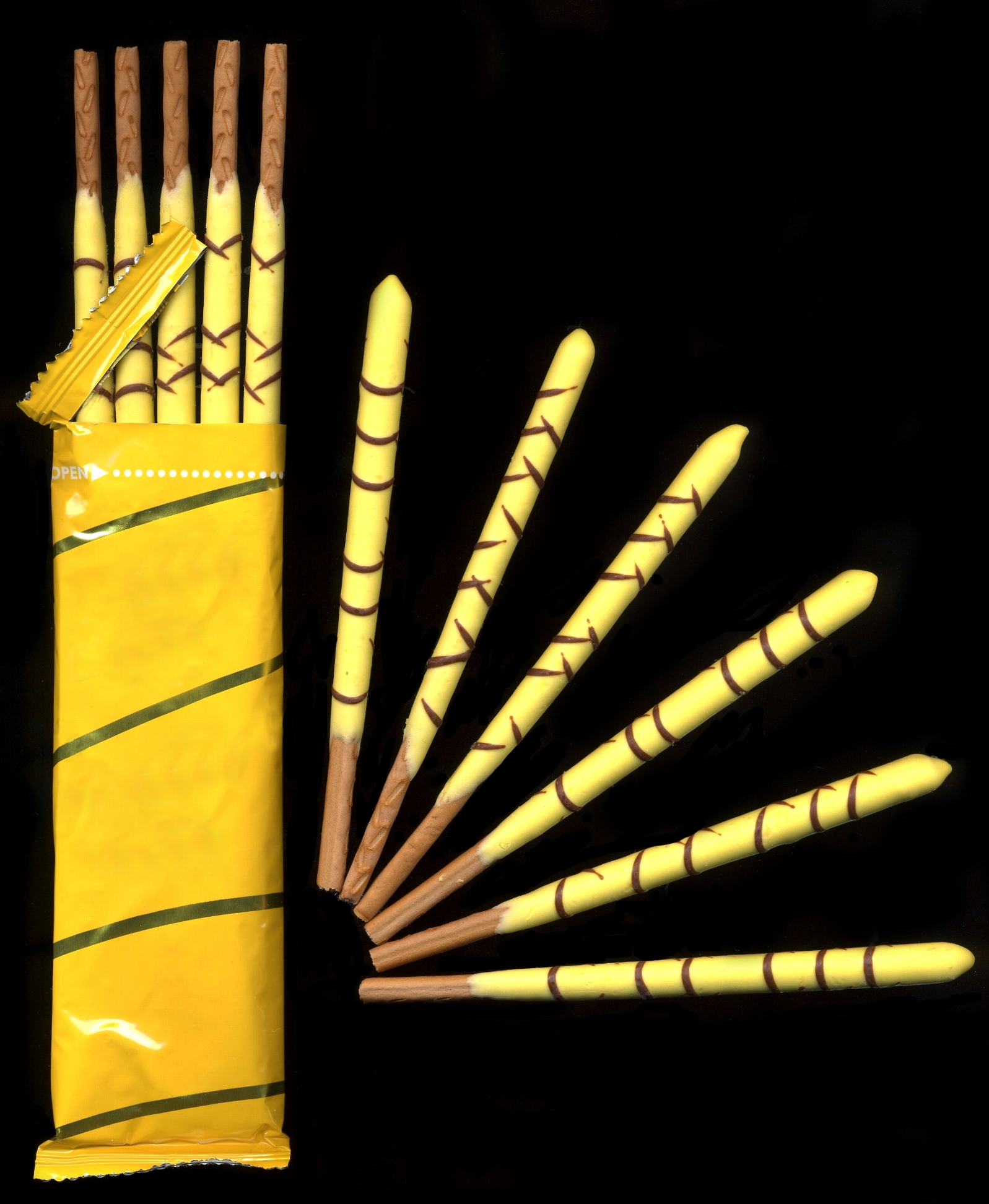
무스 포키(커스터드 퐁듀 맛)

포키(일본어: ポッキー 폿키[*], 영어: Pocky)는 일본의 과자 제조사 에자키 글리코가 1966년부터 발매하고 있는 과자이다.  고마 요시아키가 발명하였다. 초콜릿 기반의 비스킷 스틱으로 구성된다. 일본의 의성어 낱말 포킨(ポッキン)에서 이름을 따온 것이다.
오리지널 포키 이후 1971년 아몬드 코팅 포키가 등장했으며 1977년 딸기 코팅 포키가 등장했다. 오늘날 이 제품 계열에는 우유, 무스, 꿀, 바나나, 쿠키 앤 크림, 코코넛 맛 코팅 등의 여러 종류가 있으며, 코팅에 색줄무늬가 있는 "Decorer Pocky", 성숙함을 상징하는 다크 초콜릿 버전인 "Men's Pokcy" 등의 테마 제품도 있다.

## 현재의 포키 상품
포키에는 십 여 종의 다양한 제품이 있다. 그 중에서도 초콜릿, 딸기, 아몬드 맛이 가장 인기가 좋다. Men's Pocky라는 이름의 달콤씁쓸한 초콜릿 맛도 있다. 또한 나가노의 포도, 홋카이도의 유바리 멜론, 규슈의 신슈 거봉, 교토의 가루차 팥, 고베의 고베 포도주 맛 등 각 지역마다 독특한 맛의 제품이 판매된다. 이외에도 바나나, 커피, 캐러멜, 멜론, 우유, 크림 치즈, 베리, 고구마, 파인애플, 크러시, 호박, 피자, 헤이즐넛 맛이 있다.

## 자이언트 포키
일본에는 보통 포키 보다 큰 자이언트 포키가 있다. 일본 전국에서 판매되는 것과 지방에서 한정으로 판매되는 선물용이 있다. 또한 자이언트 프리츠도 있다. 다음은 자이언트 포키의 종류와 판매 지역이다.
- 자이언트 포키: 일본 전국
- 자이언트 포키 알맹이 딸기: 전국
- 자이언트 포키 유우바리 멜론: 홋카이도
- 자이언트 포키 신슈 거봉: 나가노현
- 자이언트 포키 쿄토 가루차 팥: 칸사이
- 자이언트 포키 코베 와인: 칸사이
- 자이언트 포키 양지의 여름 밀감: 큐슈

날으로는 자이언트 포키, 호화찬란한 <금박>과 자이언트 레인보우 포키가 있다.

## 일본 밖의 포키
스틱과자의 대량생산된 과자는 오스트레일리아의 프레츨이 원형이며, 포키(Pocky)는 영어로 「곰보가 있다」는 뜻이기도 하면서 성기의 은어이기 때문에, 아시아나 유럽에서는 미카도(Mikado)라는 이름으로 판매된다. Mikado 게임이라고 하는 놀이에 사용하는 봉을 닮았기 때문에 이 이름이 지어졌다. 또, 말레이시아에서는 로키(Rocky)라는 이름으로 판매된다. 왜냐하면 pocky와 발음이 비슷한 porky는 이슬람교에서 터부인 돼지를 연상시킨다. 한국에서는 2013년 6월 4일 해태제과와 글리코 합작 법인으로 설립한 글리코-해태를 설립하여 한국에서도 포키 생산에 도입했다.

## 한국에서의 포키
한국에서는 해태제과가 일본 글리코사와의 합작법인으로 설립한 글리코해태를 통해서 2013년 한국에 처음 시판되었다. 1983년에 포키와 유사한 과자로 알려진 롯데제과의 빼빼로와 비슷하여 보이는데다가 그 당시까지만 일본문화에 대한 봉쇄책이 지정되었던 영향으로 포키보다 빼빼로가 역사적으로 인지도도 오래되고 높아보이는 편이라 한국 내 일부에서는 일본판 빼빼로라고도 불렸다. 생산은 대한민국내에서 하고 있으며 오리지널과 마일드, 극세, 블루베리, 딸기, 녹차 등을 판매한다. 2019년 3월, 봄 시즌 에디션인 '포키 체리블라썸'을 출시했다.

## 유사 상품
포키와 비슷한 제품으로 메이지 제과의 제품 등이 있다.

## 포키의 고급화
최근에는 무스 포키나 포키 데커레이션 이라고 하여, 비싼 원재료를 사용하거나 계절에 맞는 독특한 맛을 낸 상품을 발매하여 고급스러운 느낌을 연출하고 있다. 포장도 고급스럽게 되어 있다. 유사 상품인 「프랑」등도 같은 유행을 따르고 있다.

## 광고 캠페인
1999년부터 11월 11일을 「포키 & 프리츠의 날」로 정하여 매년 캠페인을 하고 있다. 1999년은 헤이세이 11년이기도 하다.

## 같이 보기
- 빼빼로
- 프리츠